# Cyphostemma tsaratananensis
Cyphostemma tsaratananensis är en vinväxtart som beskrevs av Descoings. Cyphostemma tsaratananensis ingår i släktet Cyphostemma och familjen vinväxter. Inga underarter finns listade i Catalogue of Life.